# Wilhelm Frahm-Pauli
Wilhelm Frahm-Pauli (* 14. März 1879 in Hamburg; † 18. März 1960 ebenda) war ein norddeutscher Maler.
Er studierte bis 1905 an der Kunstakademie Kassel (als Schüler von Hermann Joseph Knackfuß und Louis Kolitz). Sein umfangreiches Werk in Öl, in dem leuchtende Primärfarben vorherrschen (er galt lokal als der „Maler in Blau“), und seine Druckgrafik sind überwiegend den Menschen seiner Umgebung und ihrem Arbeitsleben und -umfeld gewidmet.

## Leben
Der aufgrund eines Unfalls gehbehinderte Sohn eines ehemaligen Seemanns, der in St. Pauli eine kleine Gaststätte betrieb, verbrachte einen Großteil seiner Jugend bei einem Onkel in Howacht an der Ostsee, wo dieser einen kleinen landwirtschaftlichen Betrieb besaß und Fischhandel trieb. Nach Absolvierung von Volks- und Gewerbeschule in Hamburg erhielt Wilhelm Frahm 1899 Gelegenheit zum Besuch der Kunstakademie Kassel, wo er nach dem Tod von Prof. Neumann 1902 Meisterschüler von Hermann Knackfuß wurde. Frühe Anerkennung erhielt er 1904 mit dem Gemälde Die Schneiderwerkstatt, das mehrfach, u. a. in Hamburg und Gießen, ausgestellt wurde. Der Kritiker G. Pr. wird zu diesem Lebensabschnitt wie folgt zitiert: „Wilhelm Frahm, der gegen den Willen seines Vaters, der von einer so brotlosen Sache wie Malerei nichts wissen wollte, die Kasseler Akademie bezogen hatte, war hier Schüler von Knackfuss und Kolitz. Er verließ die Anstalt 1905 nach beendetem Studium, um eine Reise in die Rhön zu unternehmen. Seit 1908 weilte er wieder in Hamburg, das er fortan nur zwecks Studienreisen nach Nordschleswig, Ostholstein und Hessen verliess.“
Während der ersten Jahre nach seiner Rückkehr nach Hamburg, dem Bezug eines Ateliers in der ehemaligen Elbhalle sowie seiner Eheschließung mit Ada Barkentin aus Hadersleben scheint es zunächst ruhig um Wilhelm Frahm geworden zu sein. Erst für 1912 lässt sich wieder eine Ausstellungsbeteiligung (Hamburg in der bildenden Kunst bei Commeter) nachweisen; „Die Jahre des Schweigens aber waren für ihn keine Jahre des Stillstandes oder Ausruhens. Er wollte nur erst seine Kräfte im Stillen sammeln, um sich dann den dunklen Tönen, in denen seine frühere Malerei befangen war, zu befreien, um dann mit Werken ganz neuen Schlages an die Öffentlichkeit treten zu können […]. So ist der alte Frahm von der Elbhalle gestorben und der neue Frahm, der jetzt hoch oben im Semperhause über allem Irdischen thront […], in der Entwicklung begriffen.“
Bis spätestens 1919 tritt „der neue Frahm“ mit neuen Ausdrucksmitteln (Betonung der Bilddiagonalen; Kompositionen von Primärfarben, fast immer unter Verwendung eines strahlenden Blau; verschiedentlich enge Anlehnung an Worpsweder Künstler, besonders Paula Modersohn-Becker) deutlich in Erscheinung. Auf verschiedenen Ausstellungen der Jahre 1919–25 in Gießen und Hamburg zeigt Frahm u. a. solch von der zeitgenössischen Kritik hervorgehobene Werke wie Gehöft an der Westküste von Tondern, In Nebel und Regen, Der Schornsteinfeger, Blick über verschlammten Kanal, Heimkehr und Netzflicker sowie (in Druckgrafik) Szenen aus der Hamburger Altstadt. Doch gehen die Geschäfte offenbar nicht gut. Zwar ist Frahm seit Juli 1919 nicht-festangestellter Lehrer an der Staatlichen Gewerbeschule II in Hamburg, aber dennoch müssen ihm und seiner Frau 1922 Reklame-Entwürfe über die Not hinweghelfen. Es sollte noch schlimmer kommen: 1933 verliert Frahm-Pauli „durch die Untreue seines Bankiers sein ganzes Vermögen (…) Aus den Jahren von 1933 bis 1945 ist wenig bekannt. Wilhelm Frahm-Pauli war Logenmitglied und stand als solches unter Beobachtung der Gestapo“. Nach 1945 unterhielt Frahm-Pauli ein Baracken-Atelier auf dem Grundstück Klaus-Groth-Str. 74 in Hamburg. Er blieb bis zum Ende seines Lebens malerisch tätig. Mehrere seiner Werke aus der Nachkriegszeit zeichnen sich durch eine gegenüber früher deutlich gedämpftere Farbpalette aus. Als sein letztes Ölgemälde gilt ein von zwei Fischern den Ostseestrand hinaufgeschobenes Boot.
Die Würdigung seines umfangreichen malerischen und grafischen Werkes muss künftigen Arbeiten vorbehalten bleiben. Ob die Darstellungen Frahm-Paulis tatsächlich so stark wie behauptet an die großen französischen Realisten des 19. Jahrhunderts erinnern, sei dahingestellt, doch offenkundig ist, dass er seiner Malweise zeit seines Lebens treu blieb, nachdem sich „der neue Frahm“ in den Jahren um den Ersten Weltkrieg „gefunden“ hatte. Insbesondere bleibt seine Beziehung zu Worpswede zu untersuchen, deren Künstlerkolonie er nachweislich mehrfach besucht hat. Wichtig erscheint hierbei seine freundschaftliche Beziehung zu  Hans Müller-Brauel (1867–1940) aus Zeven, dem Ludwig Roselius (1874–1943), der Begründer des Bremer Kaffee-Imperiums, seine archäologische Sammlung zur fachlichen Betreuung anvertraut hatte, die 1930 im „Haus Atlantis“ (ebenso wie das 1925–27 von Bernhard Hoettger gestaltete „Paula-Becker-Modersohn-Haus“ in der Bremer Böttcherstrasse gelegen) der Öffentlichkeit zugänglich gemacht werden konnte (vgl. Karl Veit Riedel, Worpswede in Fotos und Dokumenten (Fischerhude: Galerie-Verlag, 1988), S. 44f.). Über Müller-Brauel, dessen Bildnis Frahm-Pauli in Öl festgehalten hat, mag unser Maler zu den im „Paula-Becker-Modersohn-Haus“ ausgestellten Werken gefunden haben. Besonders manche Kinderdarstellungen in Öl sind sicher nicht zufällig stark an entsprechende Motive Paula Modersohn-Beckers angelehnt, darunter das 1913–1937 und wieder seit 1945 in Bremen befindliche Worpsweder Bauernkind auf einem Stuhl sitzend aus dem Jahre 1905.

## Werke in öffentlichen Sammlungen
Die Hamburger Kunsthalle besitzt vier Werke von Frahm-Pauli (darunter das Öl Moorhütte bei Worpswede), ein Vermächtnis des Künstlers anlässlich seines 70. Geburtstages im Jahre 1949. Ein weiteres Ölgemälde (Portrait Hans Mueller-Brauel) ist im Besitz des Heimatmuseums Zeven. Der Nachlass Frahm-Paulis, lange Zeit für verschollen gehalten, wurde 1988 von H.-D. Kautz wiederentdeckt.

## Ausstellungen
- Hamburg in der bildenden Kunst (Hamburg: Commeter) 1912
- Gießen: Oberhessischer Kunstverein, 1919
- Frühjahrsausstellung in Hamburg (Hamburg: Look, Danzigerstrasse 11) 1920 (?)
- Ausstellung hamburgischer Künstler unter Beteiligung von Frahm-Pauli, H. Blechenberg, Anne Bred, C. Klindtwort, Hugo Riess, Franz Steffen, FR. Thomsen, Helene Kroeger, 1921 (?)
- Ausstellung zum 75. Geburtstag des Künstlers (Hamburg: Museum für Völkerkunde) 1954
- Wilhelm Frahm-Pauli, 1879-1960 (Halstenbek: Papenfuss in den Räumen der Galerie in der Bilderrahmenfabrik), eröffnet 18. Februar 1989
- Generationen – Ausstellung mit Ölbildern, Radierungen und Bleistiftzeichnungen von Frahm-Pauli (Rellingen: Rathaus) September 1989

Dazu Pinneberger Zeitung vom 22. September 1989:
 Nachlassverwalter Horst-Dieter Kautz freute sich, die Bilder seines Großonkels zeigen zu dürfen. Die Initiative hierfuer hatte Elke Schreiber vom Rellinger Kulturausschuss ergriffen. DAS GEHEIMNIS DER FARBE BLAU. MT Rellingen - Lange Zeit waren die Werke von Wilhelm Frahm-Pauli (1879-1960) verschollen. Nun erlebt die Kunstwelt eine Renaissance. Auch die Rellinger tragen ihren Teil dazu bei, dass das 34-jährige Schweigen über den Hamburgr Künstler gebrochen wird. Unter dem Titel ‚Generationen‘ wurde jetzt im Rellinger Rathaus eine Ausstellung mit Ölbildern, Radierungen und Bleistiftzeichnungen von Frahm-Pauli eröffnet. Sie sind im Rahmen der Kulturwoche noch bis zum 4. Oktober zu sehen.

 Mitten im Hamburger Gängeviertel geboren (daher auch der selbstgewaehlte Beiname Pauli) galt das Augenmerk des Künstlers Alltagszenen in Arbeiterfamilien. Auch Tiere hielt er fest, störrische Ziegen und Esel. Aber nie ein Pferd, das Statussymbol wohlhabender Leute.

 So ernst und verschlossen wie Wilhelm FrahmPauli in seiner Zerrissenheit zwischen Staffelei und dem unerfüllten Wunsch nach Familienglück und Kindern gewesen sein soll, so ernst und melancholisch schauen auch die Gesichter von seinen Bildern. Und immer wieder die Farbe Blau, deren Geheimnis er sein Leben lang auf der Spur war.